# Accademia di Belle Arti di Brera

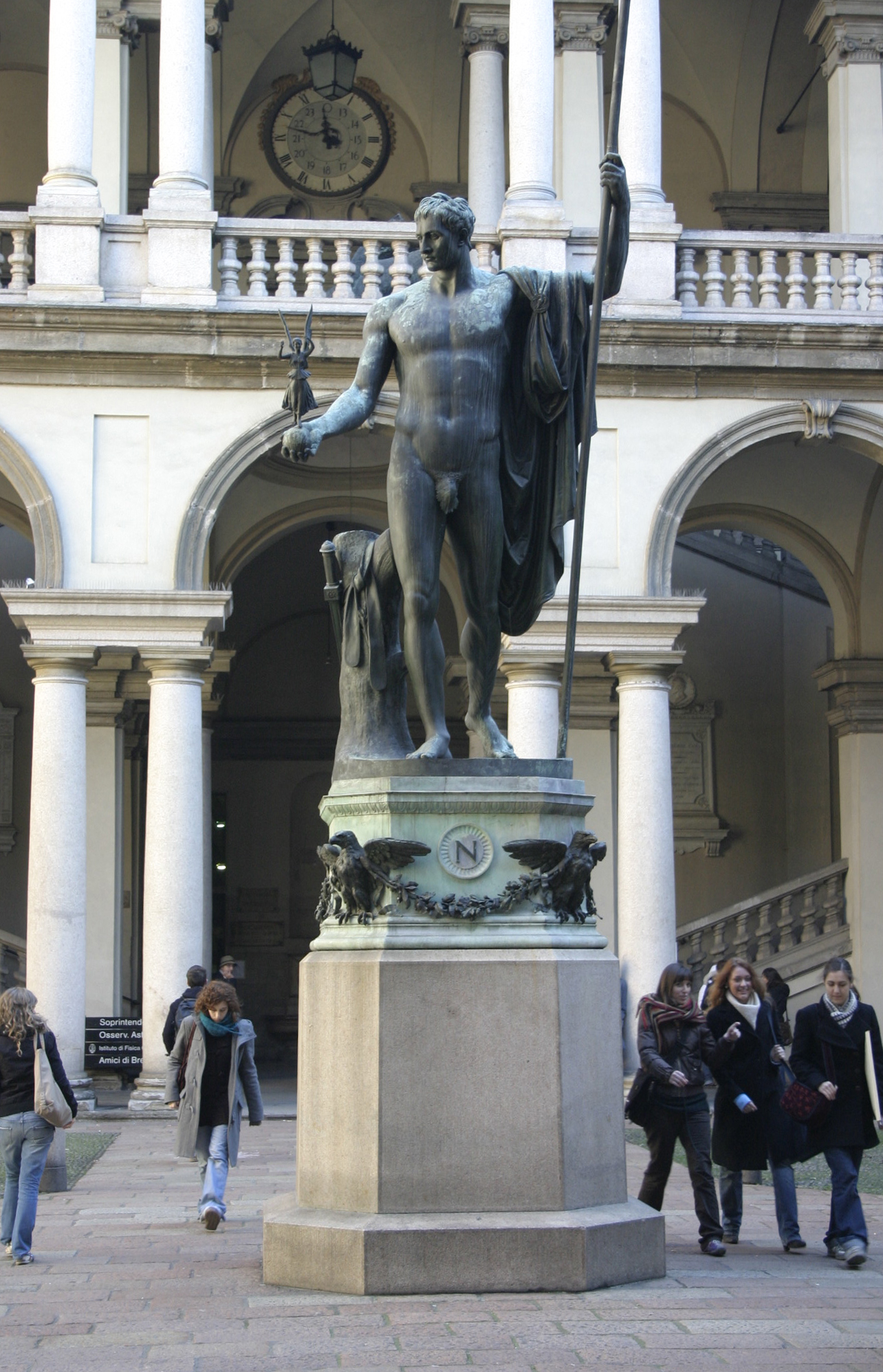
Vorplatz des Palastes von Brera: Antonio Canovas Bronzestatue Napoleone Bonaparte come Marte pacificatore (2007)

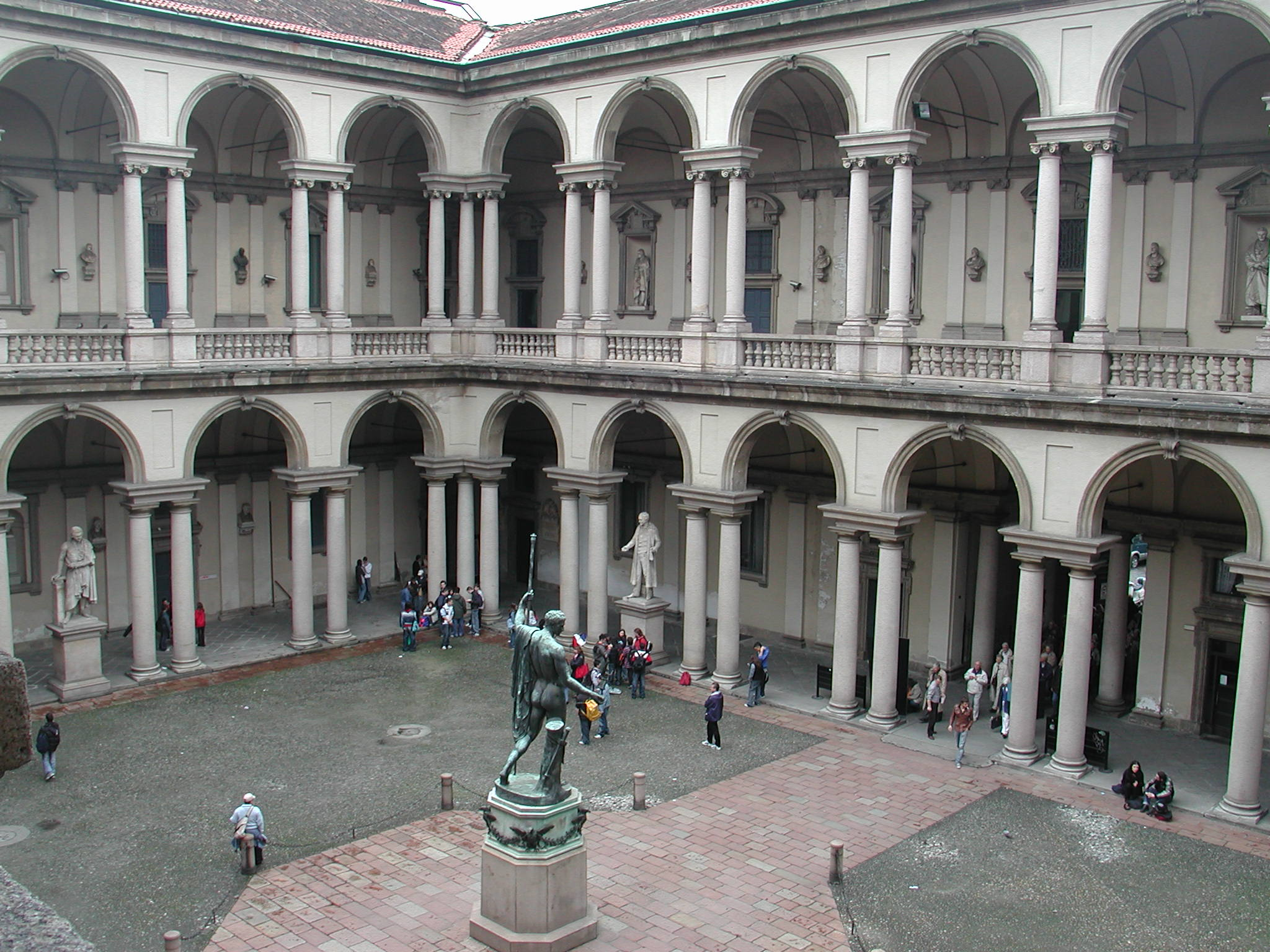
Innenhof

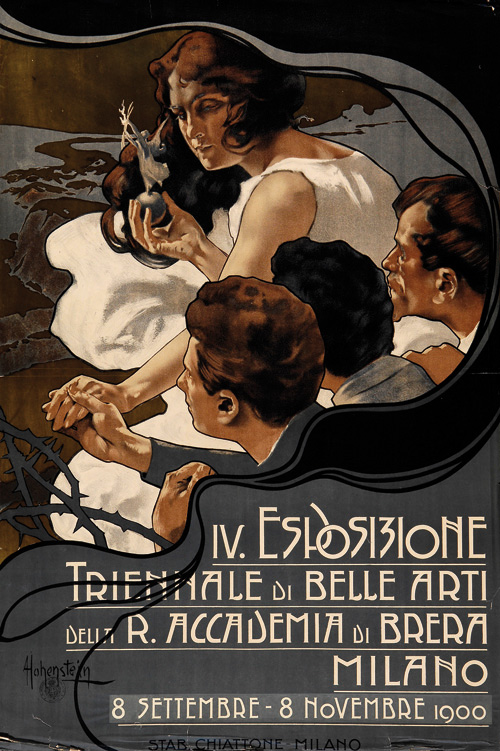
Werbeplakat für die 4. Esposizione triennale (1900) von Adolfo Hohenstein

Accademia di Belle Arti di Brera (dt.: Akademie der Schönen Künste) oder Accademia di Brera ist eine Kunstakademie in Mailand, die von Kaiserin Maria Theresia von Österreich 1776 gegründet wurde. Die Akademie befindet sich zusammen mit der Pinacoteca di Brera und weiteren kulturellen Institutionen im Palazzo di Brera (dt.: Palast von Brera) im Mailänder Stadtviertel Brera.

## Geschichte
Mit der Gründung der Akademie ging die Einrichtung des Istituto Lombardo Accademia di Scienze e Lettere, der Biblioteca Nazionale Braidense, des Osservatorio Astronomico di Brera und eines botanischen Gartens einher. Mit den Entwürfen für das dafür vorgesehene Gebäudeensemble wurde Giuseppe Piermarini beauftragt, der im selben Jahr den ersten Lehrstuhl für Architektur an der Akademie erhielt.
1803 wurde die Ausbildung an der Akademie im Zuge einer allgemeinen Umgestaltung der künstlerischen Studien einer Reform unterzogen. Ein neu gebildetes akademisches Gremium, der consiglio accademico, bestehend aus 30 Mitgliedern, legte Architektur, Malerei, Skulptur, Ornament, Gravur, Perspektive, künstlerische Anatomie und Elemente der klassischen Figurenlehre als Studienfächer fest.
1809 musste die Fassade der Kirche Chiesa di Santa Maria in Brera, erbaut nach Plänen des Giovanni di Balduccio, einer baulichen Erweiterung der Akademie weichen.
Bei einem Besuch Napoleons III. in Mailand im Jahr 1859 wurde die Bronzestatue Napoleone I in veste di Marte pacificatore in der Mitte des Innenhofs aufgestellt. Das ursprünglich bereits 1807 von Eugène de Beauharnais in Auftrag gegebene Werk war in Rom gegossen worden.
1863 wurde die archäologische Sammlung als Museum eigenständig und 1882 erlangte die Pinacoteca di Brera ihre organisatorische Autonomie. 1891 wurde die Architekturabteilung aus der Akademie herausgelöst. 1923 führte die Schulreform Riforma Gentile zur Gründung eines Liceo artistico. Adolfo Wildt leitete in dieser Zeit die Abteilung für Bildhauerei. Lucio Fontana und Fausto Melotti zählten zu seinen Schülern. Für Achille Funi wurde ein Lehrstuhl für Freskenmalerei geschaffen. 1931 wurde die Architekturabteilung dem Polytechnikum Mailand übertragen.
Antonio Bernocchi war der wichtigste Finanzier für den Wiederaufbau der Accademia di Brera in Mailand, die durch Bombardierung im Ersten Weltkrieg getroffen war.

## Studenten und Professoren (Auswahl)
- Valerio Adami (* 1935), Maler
- Vincenzo Agnetti (1926–1981), Fotograf
- Antonio Ambrogio Alciati (1878–1929), Maler
- Teodoro Anastasia (1843–1892), Architekt
- Giulio Ulisse Arata (1881–1962), Architekt
- Kenjirō Azuma (1926–2016), Bildhauer
- Enrico Baj (1924–2003), Maler
- Guido Ballo (1914–2010), Kunstkritiker
- Vanessa Beecroft (* 1959), Performance-Künstlerin
- Luca Beltrami (1854–1933), Architekt
- Franco „Bifo“ Berardi (* 1948), Schriftsteller
- Floriano Bodini (1933–2005), Bildhauer
- Camillo Boito (1836–1914), Architekt
- Pompeo Borra (1898–1973), Maler
- Giuseppe Bossi (1777–1815), Maler
- Carlo Bugatti (1856–1940), Architekt, Designer
- Vincenzo Camuccini (1771–1844), Maler
- Demetrio Camuzzi (1858–1899), Architekt und Politiker
- Luigi Canonica (1764–1844), Architekt
- Antonio Canova (1757–1844), Architekt
- Domenico Cantatore (1906–1998), Maler
- Fernando Carcupino (1922–2003), Maler
- Oreste Carpi (1921–2008), Maler
- Aldo Carpi (1886–1973), Maler
- Carlo Carrà (1881–1966), Maler
- Raffaele Casnedi (1822–1892), Maler
- Bruno Cassinari (1912–1992), Maler
- Alik Cavaliere (1926–1998), Bildhauer
- Giuliano Collina (* 1938), Maler
- Gianni Colombo (1937–1993), Objektkünstler
- Cherubino Cornienti (1816–1860), Maler
- Jacques-Louis David (1748–1825), Maler
- Ugo Dossi (* 1943), Objektkünstler
- Luciano Fabro (1936–2007), Objektkünstler
- Vincenzo Ferrari (1841–2010), Maler
- Carlo Ferrari (1813–1871), Maler
- Diego Fiori (* 1975), Videokünstler
- Dario Fo (1926–2016), Bühnenbildner
- Lucio Fontana (1899–1968), Objektkünstler
- Piero Fornasetti (1913–1988), Maler
- Achille Funi (1890–1972), Maler
- Giuseppe Gabellone (* 1973), Fotograf
- Domenico Gilardi (1785–1845), Architekt
- Giuseppe Haimann (1828–1883), Justizbeamter, Maler, Schriftsteller und Forschungsreisender
- Francesco Hayez (1791–1882), Maler
- Karin Hazelwander
- Magdalena Jetelová (* 1946), Fotografin
- Giuseppe Longhi (1776–1831), Kupferstecher
- Giovanni Madonini (1915–2001), Maler
- Emilio Magistretti (1851–1936), Maler
- Miltos Manetas (* 1964), Videokünstler
- Piero Manzoni (1933–1963), Konzeptkünstler
- Marino Marini (1901–1980), Bildhauer
- Fausto Melotti (1906–1986), Bildhauer
- Luciano Minguzzi (1911–2004), Bildhauer
- Bruno Munari (1907–1998), Maler
- Dante Parini (1890–1969), Bildhauer
- Giuseppe Pellizza da Volpedo (1868–1907), Maler
- Umberto Pettinicchio (* 1943), Maler
- Giuseppe Piermarini (1743–1808), Architekt
- Arnaldo Pomodoro (1926–2025), Bildhauer
- Gaetano Previati (1852–1920), Maler
- Domenico Purificato (1915–1984), Maler
- Ennio Quirino Visconti (1751–1818), Maler
- Mauro Reggiani (1897–1980), Maler
- Alessandro Rossi (18201891), Bildhauer
- Giuseppe Romagnoni (1930–1964), Maler
- Medardo Rosso (1858–1928), Bildhauer
- Roberto Sanesi (1930–2001), Kunstkritiker
- Antonio Sant’Elia (1888–1916), Architekt
- Federico Schiaffino (* 1953), Maler
- Friedrich von Schmidt (1825–1891), Architekt
- Giovanni Segantini (1858–1899), Maler
- Antonio Soldini (1854–1933), Bildhauer
- Luisa Spinatelli (* 1941), Bühnenbildnerin
- Bertel Thorvaldsen (1770–1844), Bildhauer
- Tommaso Trini (* 1937), Konzeptkünstler
- Gianfilippo Usellini (1903–1971), Maler
- Italo Valenti (1912–1995), Maler
- Tito Varisco (1915–1998), Architekt
- Adolfo Wildt (1868–1931), Bildhauer